# 新宿ガーデン
新宿ガーデン（しんじゅくガーデン）は、東京都新宿区にある再開発地区。2棟の超高層ビル（住友不動産新宿ガーデンタワー、スカイフォレストレジデンス）、ベルサール高田馬場などから構成される。

## 概要
2005年に住友不動産が戸山公園（大久保地区）と保善高等学校に隣接した約2.4ヘクタールに及ぶJR社宅跡地を入札で取得した。当初はすべてを住宅にするとの計画で事業に着手するが、リーマン・ショックによる景況の悪化を経て、地元からの要望を踏まえつつ、オフィスビル1棟、住宅棟2棟のトリプルタワーの建設に計画が変更され、2011年に着工した。
だが、直後に東日本大震災が発生。これを受け、防災対策の充実を柱に据えるとともに、オフィス・賃貸マンション棟と住宅棟によるツインタワーの建設、およびオフィス・賃貸マンション棟にイベントホールを併設する計画に全体が見直され、2013年春に工事を再開した。
2015年2月に分譲マンション「スカイフォレストレジデンス」が先んじて竣工。次いで、翌年3月にオフィス・賃貸マンション棟の「新宿ガーデンタワー」が竣工。入札から10年超の歳月を費やし複合プロジェクト「新宿ガーデン」が全面竣工した。建設途中での街区名称は「新宿スカイフォレスト」であった。

## 住友不動産新宿ガーデンタワー
新宿ガーデンタワーは基礎免震とし、地下2階にイベントホール・会議室の「ベルサール高田馬場」、2階から22階がオフィスフロア、23階の構造フロアを挟んで、24階から37階が総戸数363戸の高級賃貸マンション「ラ・トゥール新宿ガーデン」を配している。
ベルサール高田馬場の上部の緑地帯を公開緑地としたことで容積率の緩和を受け、高層ビルの建設を可能とした。またベルサール高田馬場および上部に設けた緑地は、災害時は帰宅困難者のための一時避難場所となる。

### テナント
- MS&ADシステムズ本社・高田馬場事業所
- 丸紅情報システムズ本社
- 鷺宮製作所本社
- JR東日本情報システム本社
- JR東日本テクノロジー本社
- オリックス生命保険新宿ビジネスセンター
- ジェーシービー高田馬場オフィス
- 日本カードネットワーク本社

## 新宿ガーデンタワーアネックス
道路を挟んで西の三角地には、提供公園と保育所・商業施設からなる「新宿ガーデンタワーアネックス」があり、ここには井戸水や非常用トイレのマンホールを設置し、新宿ガーデンタワーと一体で非常時においては帰宅困難者支援拠点となる。

## スカイフォレストレジデンス
2011年春に着工するが、東日本大震災の発生を受け、工事を一旦中断。設計を当初の耐震構造から免震構造に変更して、2013年3月に工事を再開し、2015年2月に竣工した。
外観は白と黒のシンプルな構造グリッドと輝くガラスで構成され、印象はマンションというよりオフィスに近い。総戸数は361戸で、そのうち主力住戸144戸を3LDK約73平方メートル、家族数3人のファミリータイプとして販売した。

## 沿革
- 2011年春 - 着工。
- 2013年春 - 工事を再開。
- 2015年2月 - スカイフォレストレジデンス竣工。
- 2016年3月 - 街区全体が竣工。